# Premierzy Albanii
Premier Albanii (alb. Kryeministri i Shqipërisë), oficjalnie premier Republiki Albanii (albański: Kryeministri i Republikës së Shqipërisë), jest szefem rządu Albanii. Urząd premiera jest podstawową instytucją w polityce Albanii, powstałą po ogłoszeniu przez Albanię niepodległości 28 listopada 1912 r. Od tego czasu naród przeszedł dynamiczną ewolucję polityczną obejmującą różne okresy, obejmującą monarchię i reżim komunistyczny i ostateczny porządek demokratyczny. W 1912 r. Ismail Qemali został zainaugurowany jako pierwszy premier Albanii, prowadząc naród ku suwerenności w skomplikowanych warunkach na Bałkanach. W 1944 r. Enver Hodża wprowadził radykalną zmianę, kierując Albanię w stronę autorytarnego i izolacjonistycznego reżimu komunistycznego. W 1991 r. Albania stała się państwem demokratycznym, co oznaczało wyraźną zmianę, kiedy Fatos Nano został pierwszym postkomunistycznym premierem.
Stanowisko premiera określa konstytucja Albanii. Nominacja rozpoczyna się od wyborów powszechnych, podczas których partie lub koalicja zgłaszają kandydatów do parlamentu. Lider partii z największą liczbą mandatów w parlamencie staje się kandydatem na urząd premiera. Po zatwierdzeniu wyników prezydent zaprasza lidera większości do zaproponowania kandydata na premiera, który musi uzyskać większość parlamentu w celu jego wyboru. Po wyborze premier elekt ma obowiązek wziąć udział w formalnej ceremonii złożenia przysięgi, której przewodniczy prezydent. Premier jest odpowiedzialny za tworzenie i kierowanie Radą Ministrów, przedstawianie integralnej polityki narodu oraz koordynację instytucji rządowych. Kancelaria premiera, mieszcząca się w Tiranie, jest oficjalnym miejscem pracy premiera i odgrywa kluczową rolę w ułatwianiu wykonywania obowiązków jego oraz rady. Od września 2013 roku premierem jest Edi Rama z Albańskiej Partii Socjalistycznej.

## Historia

### 1912-1990
Po ogłoszeniu niepodległości 28 listopada 1912 r. i ustanowienie urzędu premiera, stanowisko to stało się integralną częścią ram konstytucyjnych Albanii. W okresie kształtowania się, charakteryzującym się burzliwymi konfliktami politycznymi i regionalnymi, stanowisko to objęło kilku wybitnych ministrów, z których każdy stanął przed odrębnymi wyzwaniami, które pozostawiły trwały wpływ na albańską politykę. Ismail Qemali objął stanowisko pierwszego premiera i poprowadził naród albański w stronę urzeczywistnienia niepodległej Albanii. Następnie, podczas sprawowania funkcji premierów w latach 1914–1920, Turhan Përmeti i Esad Toptani odegrali kluczową rolę w kierowaniu Albanią przez wyzwania I wojny światowej. Okres ten charakteryzował się ich zaangażowaniem w zachowanie niepodległości kraju w obliczu zmieniających się sojuszy i interwencji zewnętrznych. Podobnie wyłonienie się Iliasa Vrioniego na stanowisko premiera w 1920 r. nastąpiło w następstwie I wojny światowej, gdy spory graniczne były odpowiedzią na spory graniczne przy wsparciu kilku głównych narodów zachodnich, które gwarantowały Albanii suwerenność w granicach utworzonych w 1913 r. Sledząc te wydarzenia Ahmed Zogu, który pełnił funkcję premiera od 1922 r., skoncentrował się na centralizacji władzy, modernizacji gospodarki i przyciąganiu inwestycji zagranicznych. W 1924 r. krótkie ministerium Fana Noliego wprowadziło gruntowne reformy, w tym inicjatywy w zakresie edukacji i podziału ziemi, mające na celu przekształcenie krajobrazu społeczno-gospodarczego, wraz z utworzeniem albańskiego Kościoła prawosławnego. Zogu powrócił na stanowisko premiera na drugą kadencję w 1925 r. i jeszcze bardziej umocnił swoje wpływy, ostatecznie przekształcając kraj w monarchię w 1928 r.
Wraz z globalnym kryzysem Wielkiego Kryzysu Albania w latach 1930–1939 stanęła przed poważnymi wyzwaniami gospodarczymi i finansowymi. Zadaniem rządu było stabilizacja gospodarki i wspieranie wzrostu społeczno-gospodarczego. W tym okresie krajem rządzili kolejni premierzy, w tym Kostaq Kotta, Pandeli Evangjeli i Mehdi Frashëri. W czasie II wojny światowej, pomimo deklaracji neutralności, Albania została najechana przez Włochy. Premierzy tamtej epoki, w tym Shefqet Verlaçi i Mustafa Merlika, odegrali znaczącą rolę w radzeniu sobie z wyzwaniami, jakie stwarzała obca okupacja. W 1943 r. Niemcy zajęły kraj, co doprowadziło do krótkich rządów Rexhepa Mitrovicy, Fiqri Dine i Ibrahima Biçakçiu jako premierów podczas okupacji. Wraz z zakończeniem II wojny światowej Albania weszła w bezprecedensową fazę transformacji pod przywództwem Envera Hodży, który objął stanowisko premiera w 1944 r. Kadencja Hodży charakteryzowała się oddaniem marksizmowi-leninizmowi, co doprowadziło do ustanowienia Albańskiej Republiki Ludowej. Reżim stanął w obliczu wieloaspektowych wyzwań, obejmujących powszechne ubóstwo, analfabetyzm, kryzysy w służbie zdrowia i nierówność płci. W odpowiedzi Hodża zainicjował kompleksowe wysiłki modernizacyjne mające na celu osiągnięcie wyzwolenia gospodarczego i społecznego oraz przekształcenie Albanii w społeczeństwo uprzemysłowione. Mehmet Shehu był wybitną postacią w rządzie Hodży, sprawując funkcję premiera przez znaczną część rządów komunistycznych. Odegrał zasadniczą rolę w realizacji polityki rządu i wywieraniu wpływu na kierunek rozwoju kraju. Jego następca na stanowisku premiera Adil Çarçani, utrzymał to stanowisko przez dziewięć lat, podtrzymując izolacjonistyczne stanowisko w sprawach zewnętrznych i pozostając w sojuszu z krajami bloku wschodniego.

## 1991–obecnie
Po upadku komunizmu przywrócono urząd premiera Albanii i ustanowiono ustrój demokratyczny.  W odpowiedzi na powszechne protesty w grudniu 1990 r. rząd Ramiza Alii z Partii Pracy wyraził zgodę na pierwsze wybory wielopartyjne w marcu 1991 r. Doprowadziło to do prawnego uznania opozycyjnej Partii Demokratycznej i utorowało drogę do powstania innych partii politycznych, w tym Partii Socjalistycznej .  Następnie, 22 lutego 1991 r., Fatos Nano został pierwszy postkomunistycznym premierem. Nano priorytetowo potraktował ustanowienie instytucji demokratycznych, wdrożenie reform gospodarczych i reintegrację Albanii ze społecznością międzynarodową.  4 czerwca 1991 r. Nano zrezygnował ze stanowiska z powodu nacisków politycznych i społecznych, co pozwoliło Ylli Bufiemu i Vilsonowi Ahmetiemu na przejęcie władzy na krótki okres.  Podczas ich kadencji Albania stała się członkiem Komisji Bezpieczeństwa i Współpracy w Europie (KBWE).  Aleksandër Meksi został premierem 13 kwietnia 1992 r. po zwycięstwie Partii Demokratycznej w wyborach w marcu .  Jego gabinet poświęcił się dalszemu promowaniu rozwoju demokratycznego i gospodarczego oraz wzmacnianiu międzynarodowych powiązań Albanii.  Zaangażowanie to osiągnęło punkt kulminacyjny w lipcu 1995 r., kiedy kraj przystąpił do Rady Europy (RE).  Jednakże kadencja Meksiego spotkała się z krytyką ze względu na to, co niektórzy postrzegali jako coraz bardziej autorytarne podejście, oraz z zarzutami korupcji.  Jednym z najbardziej znaczących wydarzeń podczas jego rządów był wybuch niepokojów społecznych w Albanii w 1997 r., który doprowadził do kryzysu humanitarnego i interwencji międzynarodowej. 
Po odejściu Meksiego 25 marca 1997 r. premierem został Bashkim Fino, który zobowiązał się do przeprowadzenia przedterminowych wyborów w czerwcu .  Fatos Nano zapewnił sobie drugą kadencję na stanowisku premiera, ale stanął przed kilkoma trudnościami, w szczególności w sformowaniu gabinetu, co doprowadziło do jego rezygnacji. Pandeli Majko zastąpił Nano na stanowisku premiera 28 września 1998 r. i skupił się na utrzymaniu porządku publicznego oraz walce z korupcją i przestępczością zorganizowaną.  Jego gabinet uzyskał akceptację nowej konstytucji w referendum w listopadzie 1998 r., a wszystko to pośród ciągłej niestabilności w Kosowie, gdzie mówi się po albańsku, i dużego napływu uchodźców z tego regionu .  Po rezygnacji Majko 29 października 1999 r. premierem został Ilir Meta, który pełnił tę funkcję do swojej rezygnacji 29 stycznia 2002 r. Po powrocie Majko na drugą kadencję 7 lutego 2002 r. Następnie premierem został ponownie Nano, który objął urząd premiera na trzecią kadencję do 3 lipca 2005 r.  W wyborach w lipcu 2005 r . premierem został Sali Berisha, który poświęcił się zrównoważonemu rozwojowi gospodarczemu i promowaniu Albanii na drodze do członkostwa w Unii Europejskiej (UE) i Organizacji Traktatu Północnoatlantyckiego (NATO). Kadencja Berishy osiągnęła kamień milowy, gdy kraj ten uzyskał członkostwo w NATO w kwietniu 2009 r.  Jednak jego przywództwo zostało przyćmione przez coraz częstsze oskarżenia o korupcję, przywłaszczanie środków publicznych i ingerencję w procesy publiczne. Po zwycięstwie swojej partii w wyborach w lipcu 2013 r., nowym premierem został Edi Rama. Piastuje swoje stanowisko do chwili obecnej. Pod jego kierownictwem Albania osiągnęła stały wzrost gospodarczy i poczyniła ciągłe postępy w dążeniu do członkostwa w UE dzięki szeregowi reform mających na celu ożywienie społeczno-gospodarcze, wzmocnienie praworządności, udoskonalenie systemu sądowniczego i przejrzystość zarządzania. 